# Psarí Foráda
Psarí Foráda, en grec moderne : Ψαρή Φοράδα, est un village côtier du dème de Viánnos, en Crète, en Grèce. Selon le recensement de 2011, la population de Psarí Foráda compte 100 habitants. Le village est situé à une altitude de 40 m et à une distance de 88 km de Héraklion.